# يوري لوكاشوف
يوري لوكاشوف (بالروسية: Лукашов, Юрий Николаевич)‏ هو لاعب كرة قدم ومدرب كرة قدم بيلاروسي في مركز الوسط، ولد في 29 ديسمبر 1974 في مازير في بيلاروس. لعب مع شاختيور سوليجورسك ونادي سلافيا-موزير ونيمان غرودنو.

## وصلات خارجية
- يوري لوكاشوف على موقع قاعدة بيانات كرة القدم.إي يو (الإنجليزية)